# Saint-Bonnet-près-Riom
Saint-Bonnet-près-Riom ist eine französische Gemeinde mit 2.078 Einwohnern (Stand: 1. Januar 2022) im Département Puy-de-Dôme in der Region Auvergne-Rhône-Alpes. Die Gemeinde gehört zum Arrondissement Riom und zum Kanton Riom (bis 2015: Kanton Riom-Est). Die Einwohner werden Brayauds genannt.

## Lage
Saint-Bonnet-près-Riom liegt an der Limagne etwa 16 Kilometer nordnordöstlich von Clermont-Ferrand. Umgeben wird Saint-Bonnet-près-Riom von den Nachbargemeinden Davayat im Norden, Cellule im Nordosten, Pessat-Villeneuve im Osten, Riom im Süden, Châtel-Guyon im Westen sowie Yssac-la-Tourette im Nordwesten.
Am östlichen Rand der Gemeinde führt die Autoroute A71 entlang, durch die Gemeinde die frühere Route nationale 144 (heutige D2144).

## Bevölkerungsentwicklung
| Jahr                       | 1962 | 1968 | 1975 | 1982 | 1990 | 1999 | 2006 | 2012 |
| Einwohner                  | 973  | 1083 | 1037 | 1063 | 1215 | 1487 | 1724 | 2056 |
| Quellen: Cassini und INSEE |      |      |      |      |      |      |      |      |

## Sehenswürdigkeiten
- romanische Kirche Saint-Bonnet aus dem 12. Jahrhundert, während des 100-jährigen Krieges befestigt, im 16. Jahrhundert umgebaut, im 19. Jahrhundert restauriert
- Haus La Gamounet aus dem 17. Jahrhundert

## Gemeindepartnerschaft
Mit der französischen Gemeinde Port-des-Barques im Département Charente-Maritime besteht eine Partnerschaft.